# Gonesse (stanice metra v Paříži)
Gonesse je plánovaná stanice na lince 17 pařížského metra nacházející se na území obce Gonesse v departementu Val-d'Oise.

## Problémy projektu
Výstavba této stanice podporuje urbanizaci 300 ha ze 700 ha přírodního území zvaného Triangle de Gonesse a realizaci obchodního komplexu EuropaCity a dalších projektů v této oblasti.
Stanice je zásadní pro tento urbanizační projekt  a odpůrci projektu EuropaCity dne 26. září 2019 obsadili sídlo Société du Grand Paris.
Dne 15. listopadu 2019 správní soud v Montreuil nařídil přerušení prací na jeden rok z důvodů ochrany životního prostředí, několik dní po oznámení o upuštění od projektu EuropaCity.

## Výstavba
Stavební práce byly zadány evropskému konsorciu Avenir. Tuto skupinu tvoří firmy Demathieu Bard Construction, Impresa Pizzarotti & C.S.P.A., Implenia France SA, Implenia Suisse SA, Implenia Spezialtiefbau GmbH, BAM Contractors, GALERE, Wayss & Freytag Ingenieurbau AG. Dokončení je plánováno na rok 2028 v rámci zprovoznění úseku do stanice Parc des Expositions.

## Projekt linky 19
Projekt linky 19 představily 22. listopadu 2023 Valérie Pécresseová a Marie-Christine Cavecchi. V plánu je učinit z Gonesse severní konečnou stanici nové linky, čímž vznikne přestupní stanice mezi linkami 17 a 19. Tunel v podzemní části by v tom případě bylo nutné doplnit o nástupiště pro koleje linky 19, ale budova pro cestující by zůstala beze změn.

## Opozice
Odpůrci obchodního centra Europacity zůstávají i po upuštění od tohoto projektu ke vzniku této stanice nepřátelští, obávají se výstavby zázemí v jejím okolí. Pokud se má zachovat zemědělský charakter oblasti Triangle de Gonesse, bude stanice daleko od urbanizovaných oblastí a podle odpůrců by tak byla zbytečná.